# شيلا بالاكريشنان
شيلا بالاكريشنان هي طبيبة توليد وطبيبة نسائية. قامت بتأليف ثلاثة كتب عن طب النساء والتوليد. وهي حاليًا أستاذة مشاركة في قسم أمراض النساء والتوليد في كلية الطب الحكومية، تريفاندرم.
تابعت بالاكريشنان الطب في كلية الطب تريفاندرم وأصبحت دبلوماسية في المجلس الوطني. حصلت على عضوية في الكلية الملكية لأطباء التوليد وأمراض النساء عام 1994 ثم منحت الزمالة في عام 2008. حصلت على جائزة منحة الكومنولث في المملكة المتحدة.
وهي عضو في اتحاد جمعيات التوليد وأمراض النساء في الهند والكلية الهندية لأطباء النساء والتوليد. حاليًا، هي أيضا عضو في لجنة منع الحمل والاضطرابات الطبية في اتحاد جمعيات التوليد وأمراض النساء في الهند. في تشرين الثاني 2013، أعلن الفريق الطبي برئاسة الدكتور بالاكريشنان عن ولادة أول طفل عبر التخصيب في جنوب الهند في المختبر في مستشفى كلية الطب تريفاندرم. قامت بتأليف ثلاثة كتب ، كتاب أمراض النساء ، كتاب أمراض النساء ومناقشة الحالة السريرية في أمراض النساء والتوليد ونشرت العديد من الأوراق البحثية.